# Garcillán (kommunhuvudort)
Garcillán är en kommunhuvudort i Spanien.   Den ligger i provinsen Provincia de Segovia och regionen Kastilien och Leon, i den centrala delen av landet, 80 km nordväst om huvudstaden Madrid. Garcillán ligger 917 meter över havet och antalet invånare är 382.
Terrängen runt Garcillán är platt. Runt Garcillán är det ganska glesbefolkat, med 29 invånare per kvadratkilometer. Närmaste större samhälle är Segovia, 12,8 km öster om Garcillán. Trakten runt Garcillán består till största delen av jordbruksmark.